# Człowiek z kamerą (film 1928)
Człowiek z kamerą (ang. The Cameraman) – amerykański film z 1928 roku w reżyserii Bustera Keatona oraz Edwarda Sedgwicka.

## Fabuła
Perypetie kamerzysty Luke'a Shannona, który szuka nowych wyzwań i nowej pracy. Gdy już ją znajduje, zaczyna pracować dla wytwórni MGM, ale nie tylko dlatego, że ta firma jest jego marzeniem, ale dla pięknej kobiety. Dzięki temu może być bliżej niej. Po pewnym czasie, wraz z kamerą znajduje się w centrum pewnych ważnych wydarzeń.

## Wyróżnienia
| Data wpisania | National Film Registry |
| ------------- | --- |
| 2005          | Lista filmów budujących dziedzictwo kulturalne USA utworzona przez National Film Preservation Board i przechowywana w Bibliotece Kongresu Stanów Zjednoczonych |